# Vesterbro, Århus

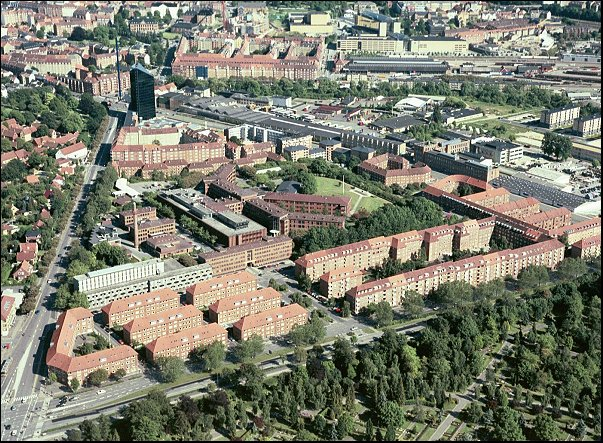
Västra Vesterbro.

Vesterbro är en stadsdel i Århus precis nordväst om centrum. Den inre delen av Vesterbro består av Øgadekvarteret. På Vesterbro finner man det starkt trafikerade Vesterbro torv, Den Gamle By och Botanisk Have, det gamle Århus amtssjukhus och området som tidigare huserade Ceres Bryggeriet.
Vesterbro är präglat av backar, och vissa gator är bland de brantaste i Danmark i bebyggda områden.

## Bildgalleri

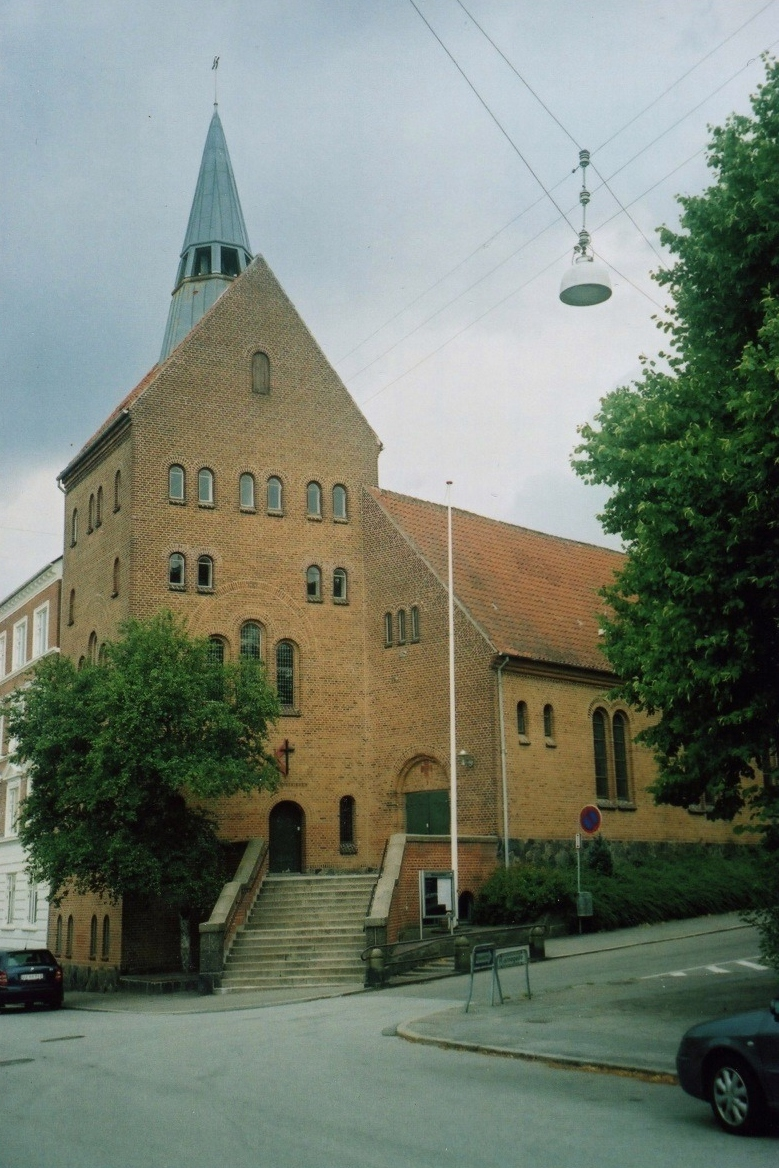
Metodist kyrka vesterbro.
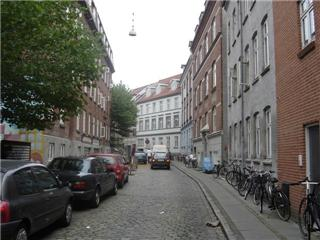
Gata i Øgadekvarteret Vesterbro.
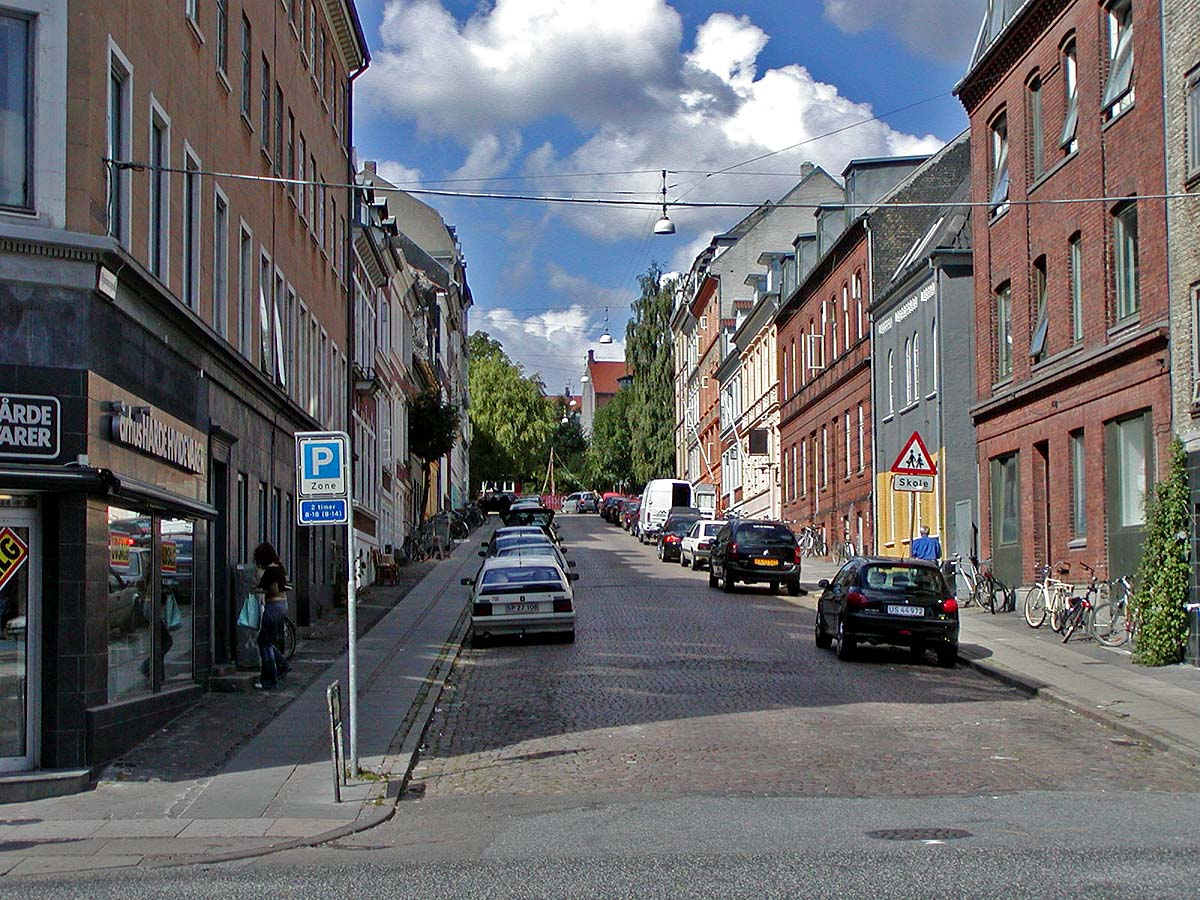
Gata på Vesterbro.
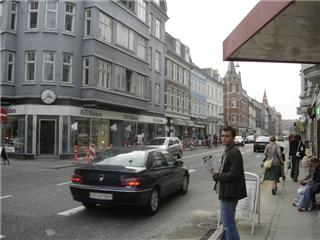
Nørregade som delar inre staden och Vesterbro.
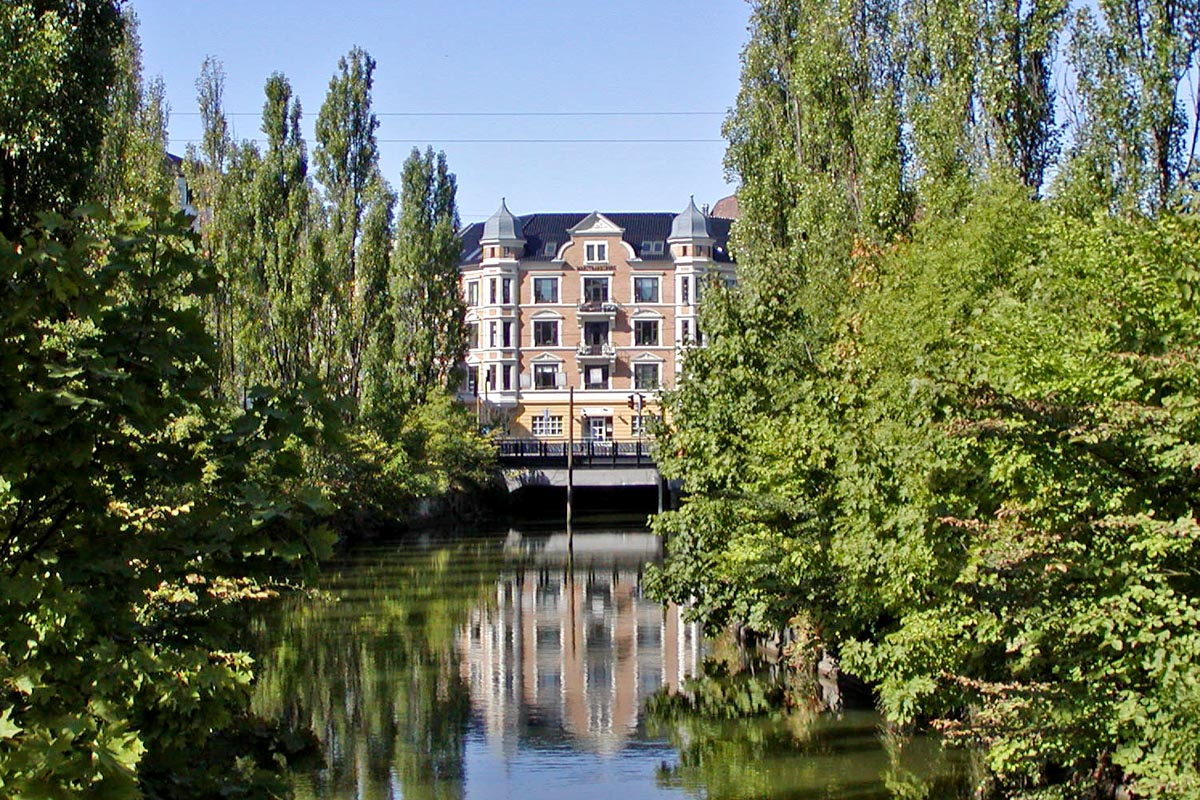
Ån sedd mot Vesterbro.
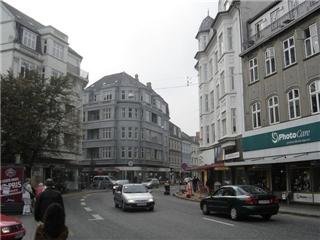
Vesterbro till höger.
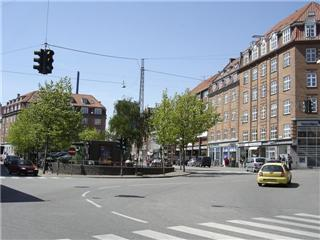
Vesterbro Torv.
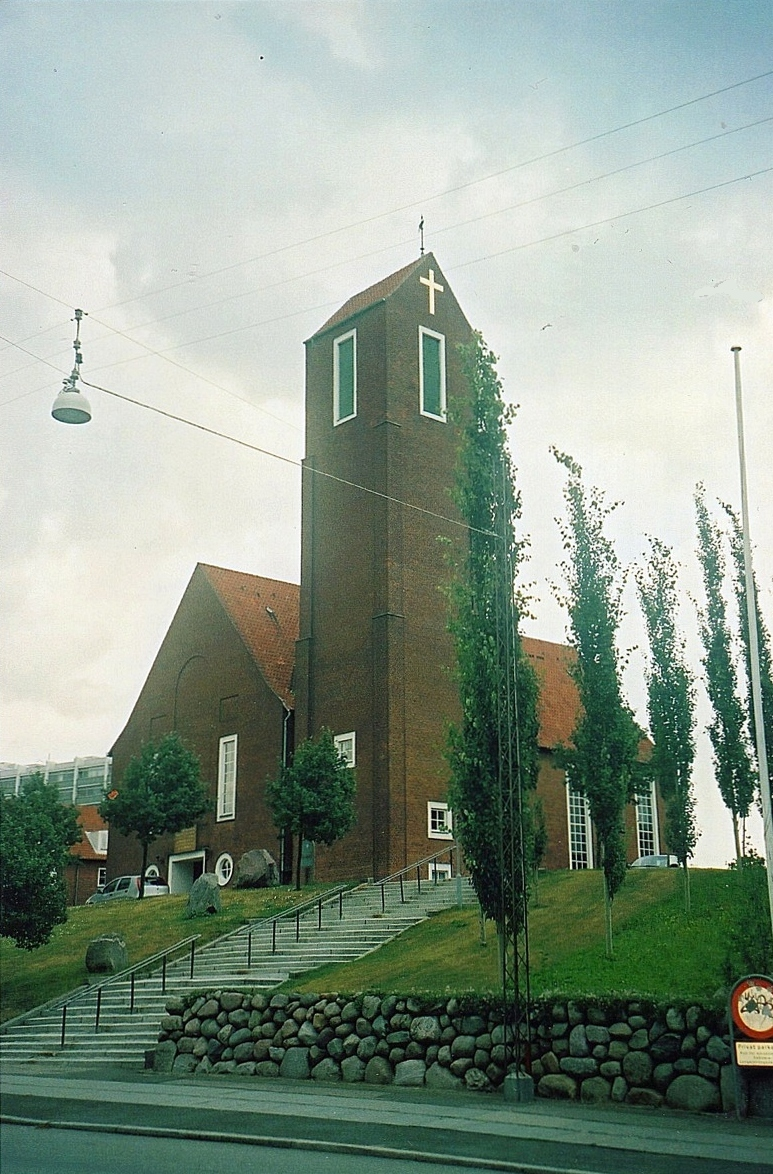
Sct. Markus kirke.